# Canva
Canva è uno strumento di progettazione grafica. Utilizza un formato di Drag and drop della selezione e consente di accedere a un database di fotografie, immagini vettoriali, grafiche e caratteri. È utilizzato da designer e professionisti. Gli strumenti possono essere utilizzati per la progettazione e la grafica di supporti web come la stampa.

## Storia
La società è stata fondata il 1° gennaio 2013 a Sydney, in Australia, da Melanie Perkins. Nel suo primo anno, Canva ha raggiunto più di 750000 utenti. L'esperto di social media e tecnologia Guy Kawasaki è entrato a far parte dell'azienda nell'aprile 2014. Nel 2015 è stato lanciato Canva for Work il quale ha fornito alle aziende uno strumento per la produzione di materiale di marketing.
Durante l'esercizio finanziario 2016/17, le entrate sono aumentate da 6800000 fino a 23000000 AU$, con perdite di 3300000 AU$. Nel 2017, la società ha raggiunto il pareggio di bilancio e contava 294000 clienti paganti. A partire dal 2018, l'azienda impiega 200 persone con uffici sia in Australia, sia a San Francisco. Nel gennaio 2018, Perkins ha annunciato che la società aveva raccolto 40000000 $ da Sequoia Capital, Blackbird Ventures e Felicis Ventures ed era valutata a 1000000000 $.
Nel maggio 2019, Canva ha subito una violazione della sicurezza: sono stati violati dati di circa 139000000 di utenti. I dati esposti includevano nomi reali, nomi utente, indirizzi e informazioni geografiche, oltre agli hash crittografici delle password per alcuni utenti.
Nel mese di maggio 2019, la società ha raccolto un altro finanziamento di 70000000 $ dalla General Catalyst e Bond e dai suoi attuali investitori Blackbird Ventures e Felicis Ventures, valutando Canva a circa 2500000000 $. La società ha inoltre annunciato acquisizioni di Pixabay e Pexels, due siti di fotografia gratuiti con sede in Germania.
Nel marzo 2024, Canva ha annunciato l'acquisizione dei software della gamma Affinity, dell'azienda britannica Serif. I software acquisiti sono Affinity Photo, software di grafica raster, Affinity Designer, usato per fare grafica vettoriale e Affinity Publisher, per creare impaginazioni.